# Tiverton (Devon)
Koordinaten: 50° 54′ N, 3° 29′ W

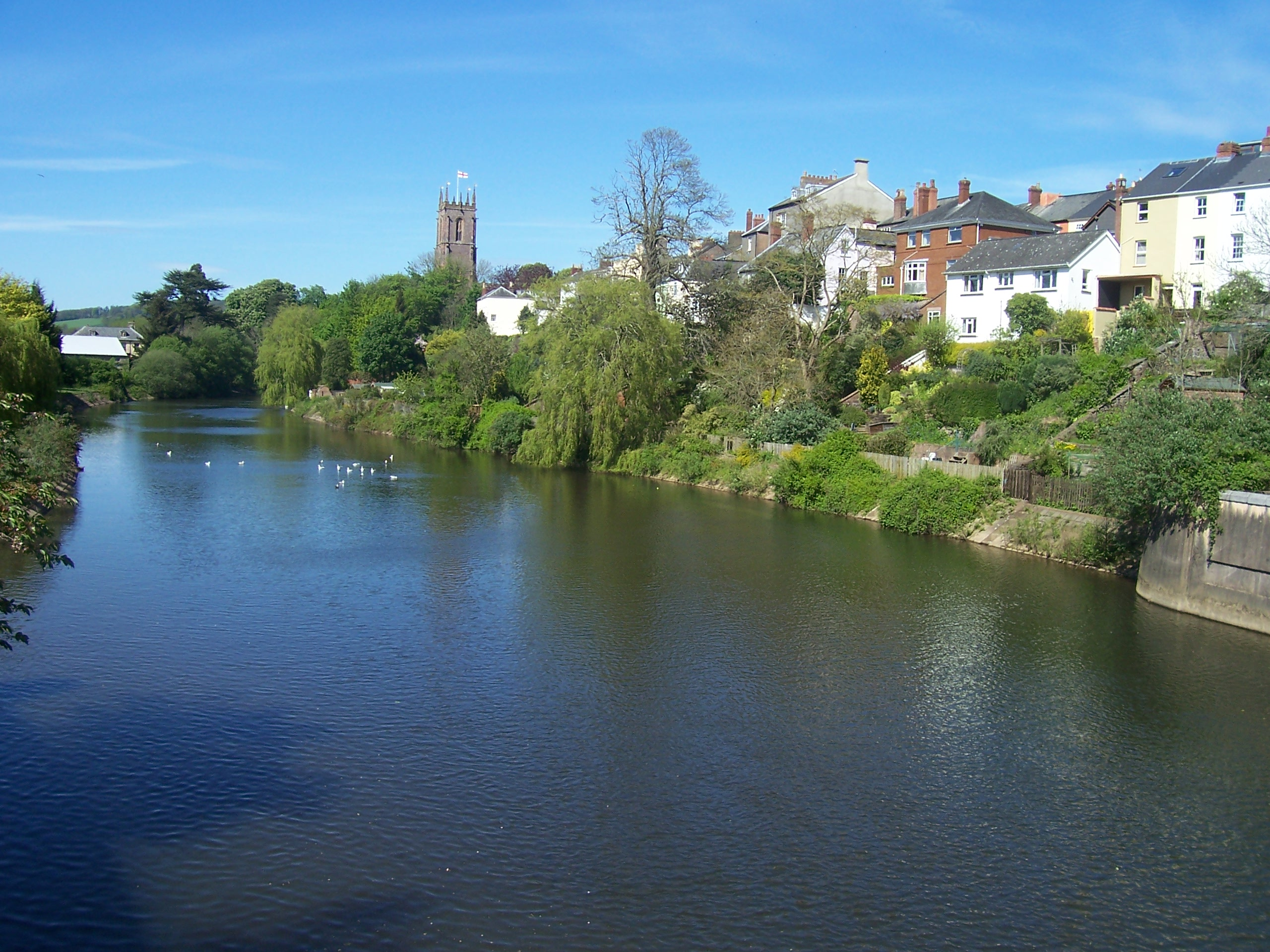
Tiverton

Tiverton (Twy-Ford-Town, Zwei-Furten-Stadt) ist eine zur englischen Grafschaft Devon gehörende Stadt. Sie hat etwa 18.000 Einwohner und ist Verwaltungssitz des Distrikts Mid Devon.
Der Name der Stadt stammt von den beiden Furten an den Flüssen Exe und Lowman, an denen sich in keltischer und später römischer Zeit die ersten Menschen ansiedelten.

## Lage
Tiverton liegt etwa 25 Kilometer nördlich der Stadt Exeter.

## Geschichte
899 wurde Tiverton erstmals urkundlich erwähnt.

## Städtepartnerschaften
Die Partnerstädte Tivertons sind Hofheim am Taunus (Deutschland) und Chinon (Frankreich).

## Bildung
Folgende Schulen sind Teil von Tiverton:
- Blundell's School, eine unabhängige, geschlechtsgemischte Tages- und Internatsschule[1]
- Bolham Primary School[2]
- The Castle Primary School[3]
- East Anstey County Primary School, eine Grundschule mit altersgemischten Klassen[4]
- Heathcoat Primary School[5]
- Petroc College, ein Weiterbildungsinstitut[6]
- Rackenford Primary School, eine anglikanische Grundschule[7]
- St John's Roman Catholic Primary School, eine römisch-katholische Grundschule[8]
- Tidcombe Primary School, eine inklusive Grundschule[9]
- Tiverton High School, die Sekundärschule der Gemeinde – Fachbereich Bildende Kunst[10]
- Two Moors Primary School, eine inklusive Grundschule[11]
- Wilcombe Primary School, zusammen mit zwölf anderen Grundschulen Teil der Primary Academies Trust Organisation[12]
- Witheridge V.P.(C) School

## Persönlichkeiten

### Söhne und Töchter der Stadt
- Richard Cosway (1742–1821), Porträtmaler
- Thomas Davey (1758–1823), Offizier
- George Tomkyns Chesney (1813–1895), General, politischer Reformer und Autor
- Frank Gooding (1859–1928), Politiker
- Ronald Squire (1886–1958), Schauspieler
- Harry Mitchell (1895–1983), Boxer
- James White (* 1967), Maler
- Ben Rice (* 1972), Schriftsteller
- Adam Stansfield (1978–2010), Fußballspieler

### Mit der Stadt verbundene Persönlichkeiten
- Isabel de Redvers, 8. Countess of Devon (1237–1293), Adlige
- Katherine of York (1479–1527), Prinzessin aus dem Haus York